# Gläubigerbeteiligung
Gläubigerbeteiligung (englisch Bail-in) bezeichnet die Beteiligung von Gläubigern eines Kreditinstituts (also den Anlegern in deren Finanzprodukten) an dessen Verlusten bei der Sanierung oder Abwicklung im Falle drohender Zahlungsunfähigkeit. 

## Allgemeines
Die englische Bezeichnung Bail-in ist als Gegenstück zum Bail-out geprägt worden, also der Schuldenübernahme und Tilgung oder Haftungsübernahme durch Dritte. Die Gläubigerbeteiligung ist ein Instrument, mit dem im Falle der Insolvenz eines Kreditinstituts die Möglichkeit besteht, dessen Verbindlichkeiten in Eigenmittel umzuwandeln.

## Problematik des Moralischen Risikos
Mit der Einlage von Geldern bei einer Bank (z. B. in Form eines Tagesgeldes, Sparguthabens oder einer Schuldverschreibung wie Sparbriefen der Bank) wird die Bank Schuldner des Anlegers und der Anleger Gläubiger der Bank. Bei einer Insolvenz der Bank trägt der Kunde damit ein Kreditausfallrisiko: Gläubiger werden am Verlust beteiligt, wenn die Insolvenzmasse die ausstehenden Forderungen übersteigt und der dabei entstehende Verlust nicht vom Kapital (oder nachrangigen Schulden) abgedeckt wird (was der übliche Fall ist).
Wenn die Bank bei drohender Zahlungsunfähigkeit vor einer Insolvenz saniert oder abgewickelt werden soll, ist in der Regel eine Rekapitalisierung, also eine Zuführung frischen Kapitals notwendig.
Dieses kann von den Anteilseignern, von einem Wettbewerber, der die Bank übernimmt, von einem Rettungsfonds oder dem Staat stammen.
Ohne Gläubigerbeteiligung wird der Gläubiger in einer solchen Bankenrettung vor den Verlusten einer Insolvenz geschützt. Dies wird unter dem Aspekt des Moralischen Risikos kritisiert: Banken mit riskanter Geschäftspolitik oder schlechtem Management haben nur begrenzten Zugang zu frischem Eigenkapital; trotz erhöhtem Insolvenzrisiko und verminderter Bonität wird die Geschäftstätigkeit weiterhin über Schuldenaufnahme finanziert mit der Notwendigkeit, den Anlegern höhere Zinsen zu zahlen.
Im Falle einer Bankenrettung haben die Anleger der zu rettenden Bank die Risikoprämie in Form höherer Zinsen erhalten, müssen die Kosten der Rettung der Bank aber nicht mittragen.
Möglichkeiten der Mithaftung der Anleger bei Bankkrisen wurden infolge der Finanzkrise ab 2007 vermehrt diskutiert. Als erster Vorschlag der Gläubigerbeteiligung gilt ein Beitrag From bail-out to bail-in von Paul Calello und Wilson Ervin 2010 bei The Economist. Seither wurde das Konzept auch in der Gesetzgebung umgesetzt, so in den USA 2010 im Dodd–Frank Act sowie in der EU 2014 in der Abwicklungsrichtlinie (EU-Richtlinie zur Sanierung und Abwicklung von Kreditinstituten, englische Abkürzung BRRD).

## Umsetzung

### EU-Abwicklungsrichtlinie
Die Bestimmungen zur Gläubigerbeteiligung sind ein Kernelement der im Mai 2014 verabschiedeten Abwicklungsrichtlinie (EU-Richtlinie zur Sanierung und Abwicklung von Kreditinstituten, englische Abkürzung BRRD). Sie sehen vor, dass mindestens 8 Prozent bestimmter Bankverbindlichkeiten herunter- oder abgeschrieben bzw. in Eigenkapital gewandelt werden müssen, bevor öffentliche Mittel zur Sanierung oder Abwicklung eingesetzt werden können. Einlagen von natürlichen Personen oder kleinen oder mittleren Unternehmen (KMUs) sowie Einlagen, die der Einlagensicherung unterliegen, sind dabei von der Gläubigerbeteiligung weitgehend ausgeschlossen; außerdem sind eine Reihe weitere Verbindlichkeiten (besicherte Verbindlichkeiten, gewisse Interbankinstrumente, Gehälter, Steuern etc.) explizit ausgeschlossen.
Der im Mai 2014 zeitgleich beschlossene und am 1. Januar 2015 in Kraft getretene einheitliche europäische Bankenabwicklungsmechanismus für die von der EZB direkt beaufsichtigten Banken hat die Bestimmungen zur Gläubigerbeteiligung aus der Abwicklungsrichtlinie übernommen. Es wurde weiterhin beschlossen, dass diese „Bail-in-Bestimmungen“ – für alle weiteren Banken im Euroraum – bis zum 1. Januar 2016 in nationales Recht umzusetzen sind.

### Deutschland
Bereits mit dem Restrukturierungsgesetz von 2010 wurde eine Form der Gläubigerbeteiligung im Kreditinstitute-Reorganisationsgesetz (KredReorgG) für Inhaber von Bank-Inhaberschuldverschreibungen geregelt (§ 9 KredReorgG und § 12 KredReorgG). Nach § 12 KredReorgG kann im Reorganisationsplan auch die Kürzung beziehungsweise Stundung von Gläubigerforderungen vorgesehen werden. Die in § 12 KredReorgG vorgesehene Kürzung kann bis zu 100 Prozent der Forderung – also dem Totalverlust aus Sicht des Gläubigers – gehen, falls – erneut – ein Kreditinstitut „reorganisiert“ werden soll.
Im Dezember 2014 wurde das Umsetzungsgesetz zur Abwicklungsrichtlinie verabschiedet; somit wurden auch die dortigen Bestimmungen zur Gläubigerbeteiligung in Deutschland bereits ab dem 1. Januar 2015 – für zukünftige Fälle – umgesetzt.

## Weitere Beispiele

### Zypern-Hilfe
In der Zypernkrise im März 2013 war die Hilfe der EU-Staaten für Zypern und die zypriotischen Banken explizit an eine Gläubigerbeteiligung geknüpft.
Anleger der Banken, die Geldanlagen über 100.000 Euro und damit entsprechende Forderungen gegenüber den Geldinstituten hatten, wurden ohne ihr Einverständnis an der Restrukturierung der Banken beteiligt, indem ihre Forderungen um einen Teil von bis zu 50 Prozent gekürzt wurden. Die Maßnahme beruhte nicht auf einem Gesetz, sondern auf Vereinbarungen zwischen der EU und Zypern.

### Italien und Portugal Ende 2015
Bei den Bemühungen um eine Rettung der Banco Espírito Santo in Portugal 2014 sowie einiger kleiner Genossenschaftsbanken (Banca delle Marche, Banca Popolare dell’Etruria, Cassa di Risparmio di Ferrara und Cassa di Risparmio di Chieti) in Italien 2015 wurden – neben dem Eigenkapital der betroffenen Banken – unbesicherte sowie nachrangige Anleihen im Rahmen eines Bail-in-Verfahrens an den Verlusten beteiligt.
Im Fall der italienischen Genossenschaftsbanken wird vorgeworfen, riskante Nachranganleihen und eigenkapitalähnliche Wertpapiere seien an unwissende Kleinanleger verkauft worden, die das Risiko dieser Geldanlageprodukte nicht korrekt einschätzten und der Auffassung gewesen wären, Spareinlagen mit dem Schutz der gesetzlichen Einlagensicherung erworben zu haben.